# Schlotheimia gracilescens
Schlotheimia gracilescens är en bladmossart som beskrevs av Brotherus 1900. Schlotheimia gracilescens ingår i släktet Schlotheimia och familjen Orthotrichaceae. Inga underarter finns listade i Catalogue of Life.